# Cyclocross-Weltmeisterschaften 1981
Die Cyclocross-Weltmeisterschaften 1981 wurden am 21. und 22. Februar im spanischen Tolosa ausgetragen. Wie schon bei den Cyclocross-Weltmeisterschaften 1960 waren Start und Ziel im örtlichen Stadion, der übrige Parcours war auf den Hängen des nahen Burgbergs.

## Ergebnisse

### Profis
| Platz | Land        | Sportler           |
| ----- | ----------- | ------------------ |
| 1     | Niederlande | Hennie Stamsnijder |
| 2     | Belgien     | Roland Liboton     |
| 3     | Schweiz     | Albert Zweifel     |

### Amateure
| Platz | Land             | Sportler             |
| ----- | ---------------- | -------------------- |
| 1     | Tschechoslowakei | Miloš Fišera         |
| 2     | Polen            | Grzegorz Jaroszewski |
| 3     | Belgien          | Paul De Brauwer      |

### Junioren
| Platz | Land             | Sportler           |
| ----- | ---------------- | ------------------ |
| 1     | Deutschland      | Rigobert Matt      |
| 2     | Tschechoslowakei | Miloslav Kvasnička |
| 3     | Schweiz          | Konrad Morf        |